# Graauwse Kreek
De Graauwse Kreek is een kreek in de Nederlandse provincie Zeeland, lopend vanaf Zandberg naar Graauw in Zeeuws-Vlaanderen. De kreek bevindt zich in de Willem-Hendrikspolder.
De kreek wordt gebruikt als uitwateringskanaal, en het is tevens een natuurgebied waar kuifeend, bergeend en slobeend te vinden zijn. Ook fuut, dodaars en aalscholver zijn er aan te treffen. In de smalle rietkragen broeden blauwborst, rietzanger en kleine karekiet.
Het gebied is 16 ha groot en wordt beheerd door Staatsbosbeheer. Het is niet toegankelijk.